# Tour d'Alanya
El Tour d'Alanya va ser una competició ciclista per etapes que es disputava als voltants d'Alanya a la província d'Antalya, a Turquia. La cursa va formar part de l'UCI Europa Tour, amb una categoria 2.2.

## Palmarès
| Any  | Vencedor     | Segon          | Tercer                 |
| ---- | ------------ | -------------- | ---------------------- |
| 2010 | Nikias Arndt | Kemal Küçükbay | Georgi Georgiev Petrov |
| 2011 | Gabor Kasa   | Nazim Bakırcı  | Nebojša Jovanović      |